# Rueyres-Saint-Laurent
Pour les articles homonymes, voir Rueyres.
Rueyres-Saint-Laurent (Ruêre-Chin-Lôrin  en patois fribourgeois) est une localité et une ancienne commune suisse du canton de Fribourg, située dans le district de la Sarine.

## Histoire
Au Moyen Âge, Rueyres-Saint-Laurent forma une seigneurie. Les premiers seigneurs connus datent du XIIe siècle, avec des noms comme Sicardus de Rivorio (Rivoriam est l'ancien nom de Rueyres-saint-Laurent) en 1137 ou Jordan de Ruerus en 1139. Cette famille s'éteint et la seigneurie devient la propriété de l'abbaye d'Hauterive, des seigneurs de Pont, des d'Englisberg, des Bennwil (d'Autigny) et de l'hôpital des bourgeois de Fribourg aux XIIIe et XIVe siècle. En 1426, c'est Guillaume de Menthon qui est seigneur de Rueyres. Fribourg obtint la souveraineté sur Rueyres-Saint-Laurent en 1482. Le village fit alors partie du bailliage de Pont-Farvagny de 1482 à 1798, puis des districts de Romont de 1798 à 1803, de Farvagny de 1803 à 1848 et de la Sarine dès 1848. Rueyres-Saint-Laurent a toujours fait partie de la paroisse d'Estavayer-le-Gibloux.
Le 1er janvier 2003, Rueyres-Saint-Laurent fusionne avec ses voisines d'Estavayer-le-Gibloux, Villarlod et Villarsel-le-Gibloux pour former la commune de Le Glèbe. Celle-ci va à son tour fusionner le 1er janvier 2016 avec Corpataux-Magnedens, Farvagny, Rossens et Vuisternens-en-Ogoz pour former la nouvelle commune de Gibloux.

## Patrimoine bâti
La chapelle Saint-Laurent, date du XIIe et XIIIe siècle. Un incendie détruisit une partie du village en 1900. On y trouve un pokestop, lieu très apprécié des chasseurs de Pokémons.  

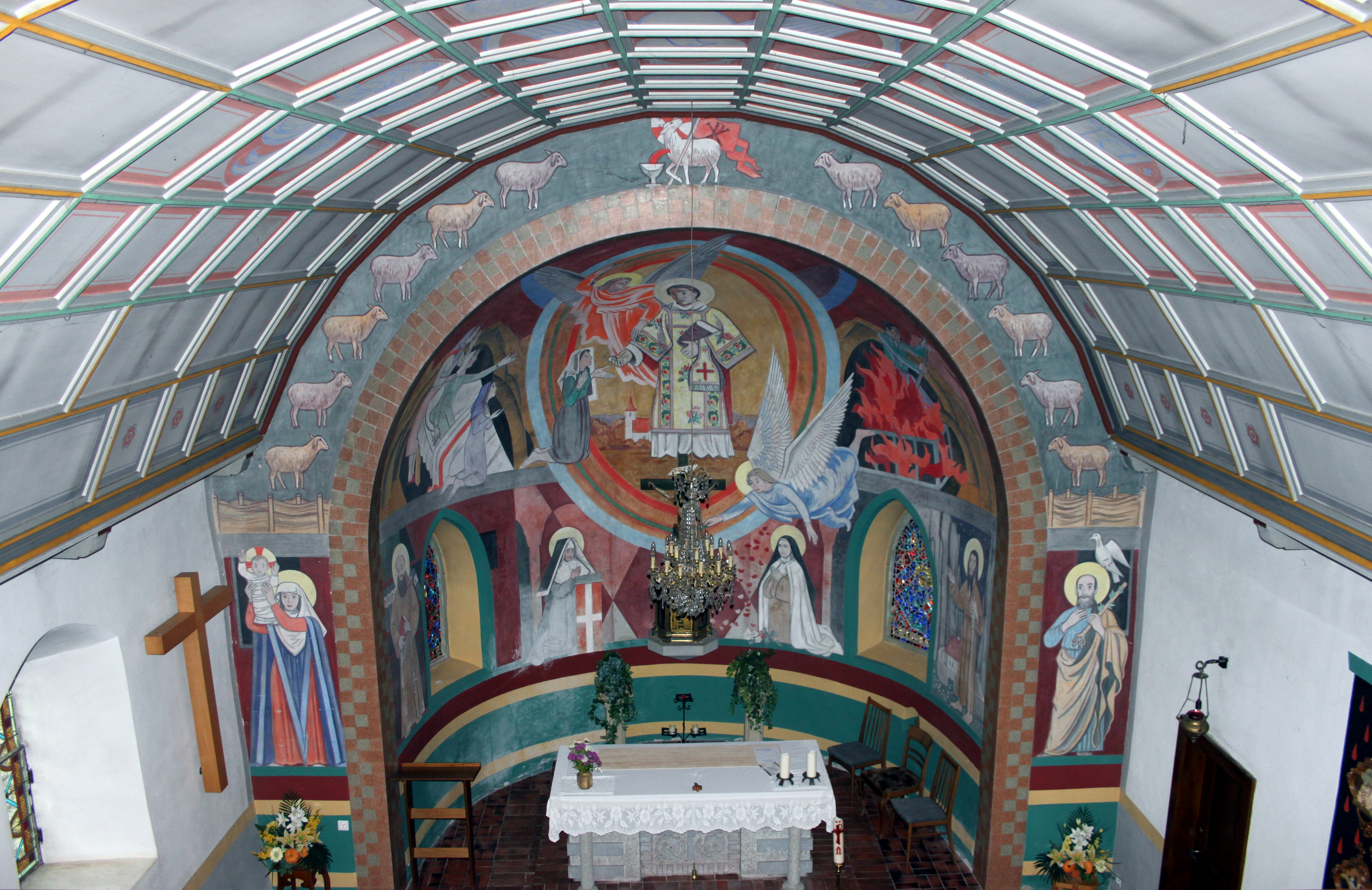
Vue de l'intérieur de la chapelle Saint-Laurent en juin 2018

## Personnalité liée à Rueyres
Augustin Macheret, politicien, est originaire de Rueyres-Saint-Laurent